# Dick Thornett
Richard Norman Thornett, detto Dick (Sydney, 23 settembre 1940 – Sydney, 12 ottobre 2011), fu un rugbista a 13, a 15 e pallanuotista australiano, noto per avere rappresentato il suo Paese in tre discipline sportive (pallanuoto alle Olimpiadi del 1960 a Roma, rugby a 15 dal 1961 al 1962 e rugby a 13 dal 1963 al 1968). Come riconoscimento alla sua carriera figura nella Sport Australia Hall of Fame.

## Biografia
Nato a Sydney da padre canadese e madre originaria del luogo, Thornett era ultimo di tre fratelli, tutti dediti al rugby: John, il maggiore, terza linea di rugby a 15, e Ken, il secondo, estremo nel rugby a 13.

### Attività nella pallanuoto
Già al Randwick, club di rugby a 15, dall'età di 17 anni, Thornett si mise in luce anche nella pallanuoto dove si impose presto a livello nazionale grazie al suo fisico (188 centimetri d'altezza per 104 chilogrammi di peso.
All'epoca militante nella formazione del Bronte, rappresentò il Nuovo Galles del Sud tra il 1959 e il 1960 e, in occasione delle Olimpiadi che in quell'anno si tenevano a Roma, fu selezionato nella squadra nazionale che prese parte al torneo olimpico di pallanuoto, e schierato come titolare negli incontri di qualificazione della fase a gironi.

### Attività nel rugby a 15
Nel frattempo divenuto agente della polizia del Nuovo Galles del Sud, Thornett riprese l'attività di club di rugby nella prima squadra del Randwick e fu selezionato per rappresentare lo Stato 4 volte tra il 1961 e il 1962; nel 1961 fu chiamato anche negli Wallabies, con cui esordì a Brisbane contro Figi; in due stagioni disputò 11 test match, l'ultimo dei quali nell'agosto 1962 ad Auckland contro gli All Blacks.
Durante la sua carriera internazionale nel rugby a 15 scese in campo diverse volte insieme a suo fratello John, che vestì la maglia degli Wallabies dal 1955 al 1967.

### Attività nel rugby a 13
Nel 1963 Thornett cambiò codice e passò professionista nel rugby a 13, divenendo compagno di squadra dell'altro suo fratello, Ken, nei Parramatta Eels; quasi subito fu chiamato nei Kangaroos, la Nazionale australiana di rugby league, e anche lì disputò diversi incontri con Ken, riuscendo a scendere in campo per il suo Paese in tre discipline diverse, in due delle quali con un fratello come compagno di squadra.
Nel 1968 Thornett si aggiudicò la Coppa del Mondo con l'Australia e fino al 1971 scese in campo 168 volte per Parramatta, con 173 punti totali.
Nel 1972 passò ai Western Suburbs Magpies, ma si ritirò dall'attività dopo avere disputato pochi incontri per poter dedicarsi alla sua attività alberghiera.

### Riconoscimenti e vita privata
Per la sua carriera e la sua attività in tre discipline, nelle quali si distinse come atleta internazionale, Dick Thornett figura dal 1999 nella Sport Australia Hall of Fame; come ex agente delle forze dell'ordine, la squadra di rugby a 13 della polizia del Nuovo Galles del Sud inserì Thornett nella propria formazione del secolo nel 2008, in occasione del centenario dell'arrivo di tale disciplina in Australia.
Nella vita privata Thornett fu sposato due volte ed ebbe tre figlie; passato attraverso alcune vicissitudini finanziarie negli anni novanta, conduceva una piccola attività agricola; malato di cuore, morì per complicazioni il 12 ottobre 2011, poche settimane dopo il compimento del suo settantesimo compleanno.

## Palmarès
- Coppa del mondo: 1
Australia: 1968